# Cenans
Cenans é uma comuna francesa na região administrativa de Borgonha-Franco-Condado, no departamento de Alto Sona. Estende-se por uma área de 5,02 km². Em 2010 a comuna tinha 131 habitantes (densidade: 26,1 hab./km²).